# یواس‌اس هومبولت (ای‌وی‌پی-۲۱)
یواس‌اس هومبولت (ای‌وی‌پی-۲۱) (به انگلیسی: USS Humboldt (AVP-21)) یک کشتی بود که طول آن ۳۱۱ فوت ۸ اینچ (۹۵٫۰۰ متر) بود. این کشتی در سال ۱۹۴۱ ساخته شد.